# Podcrkavlje
Podcrkavlje est un village et une municipalité située dans le comitat de Slavonski Brod-Posavina, en Croatie. Au recensement de 2001, la municipalité comptait 2 683 habitants, dont 98,40 % de Croates et le village seul comptait 392 habitants.

## Localités
La municipalité de Podcrkavlje compte 9 localités :
- Brodski Zdenci
- Crni Potok
- Donji Slatinik
- Dubovik
- Glogovica
- Gornji Slatinik
- Grabarje
- Kindrovo
- Matković Mala
- Oriovčić
- Podcrkavlje
- Rastušje
- Tomica